# Alan Cappelli Goetz
Alan Cappelli Goetz (Anversa, 10 agosto 1987) è un attore italiano.

## Biografia
Nasce da padre italiano e madre belga. Cresce a Rimini e frequenta il Centro Educativo Italo Svizzero. Fin da giovane si appassiona al teatro e alla musica suonando la batteria, il pianoforte e cantando.
Dopo aver girato alcuni cortometraggi come attore e regista, e aver preso parte a varie TV locali, si fa conoscere al grande pubblico nel 2009 quando gira gli spot pubblicitari per la TIM. Lavora quindi come controfigura di Robert Pattinson nel film The Twilight Saga: New Moon. Prende parte anche a serie TV importanti, come Baciati dall'amore, Come un delfino, Notte prima degli esami '82, Tutti pazzi per amore, Amore pensaci tu, Sorelle e Il paradiso delle signore.
Nel 2011 si diploma presso il Centro sperimentale di cinematografia. Gira i film Il principe abusivo di Alessandro Siani e Come non detto. Partecipa anche a produzioni internazionali, quali Ben-Hur, Zoolander 2, Mozart in the Jungle e Crossing Lines.

## Filmografia

### Cinema
- La città invisibile, regia di Giuseppe Tandoi (2009)
- Come non detto, regia di Ivan Silvestrini (2012)
- Il principe abusivo, regia di Alessandro Siani (2013)
- Ben-Hur, regia di Timur Bekmambetov (2016)
- Zoolander 2, regia di Ben Stiller (2016)
- Carla, regia di Emanuele Imbucci (2021)
- Io e te dobbiamo parlare, regia di Alessandro Siani (2024)

### Televisione
- Notte prima degli esami '82, regia di Elisabetta Marchetti – film TV (2011)
- Baciati dall'amore – serie TV, 2 episodi (2011)
- Tutti pazzi per amore – serie TV, 11 episodi (2011-2012)
- Un passo dal cielo – serie TV, 7 episodi (2012)
- Che Dio ci aiuti – serie TV, 3 episodi (2013)
- Come un delfino – serie TV, 4 puntate (2013)
- Crossing Lines – serie TV, episodio 1x08 (2013)
- Allegiance – serie TV, episodi 1x05, 1x07 (2015)
- Mozart in the Jungle – serie TV, episodio 3x01 (2016)
- Amore pensaci tu – serie TV, 14 episodi (2017)
- Sorelle – serie TV (2017)
- Il paradiso delle signore – serie TV, 6 episodi (2017)
- Provaci ancora prof! – serie TV, 8 episodi (2017)
- Il confine, regia di Carlo Carlei – film TV (2018)
- Torque – serie TV, 12 episodi (2018)
- I Medici (Medici: The Magnificent) – serie TV, 6 episodi (2018)
- La fuggitiva, regia di Carlo Carlei – miniserie TV, puntata 5 (2021)
- Odio il Natale – serie TV (2022)
- Maria Corleone – serie TV, 4 episodi (2023)
- Lea - I nostri figli – serie TV, 7 episodi (2023)

## Teatro
- Totally over you di M. Ravenhill (2006)
- The Tree Sisters di Anton Čechov (2008)
- The Glass Managerie (2009)
- The Zhao Orphan (2010)
- Pinter (2010)

## Pubblicità
- Emilia-Romagna, Dipartimento del turismo (1996)
- La Storia siamo Noi, Deagostini (2008)
- Tim, tribù (2009)
- Istituto Pasteur (2010)
- Armani, Films of City Frames (2014)